# Cedrela oaxacensis
Cedrela oaxacensis är en tvåhjärtbladig växtart som beskrevs av C. Dc. & Rose och Joseph Nelson Rose. Cedrela oaxacensis ingår i släktet Cedrela och familjen Meliaceae. Inga underarter finns listade i Catalogue of Life.